# 恩克拉多斯冰原島峰
71°43′S 69°27′W / 71.717°S 69.450°W
恩克拉多斯冰原島峰（英語：Enceladus Nunataks）是南極洲的冰原島峰，位於亞歷山大一世島南部，由8座島峰組成，以土衛二命名，現時由南極條約體系管理。